# Heinrich Schabbel (Konditor)

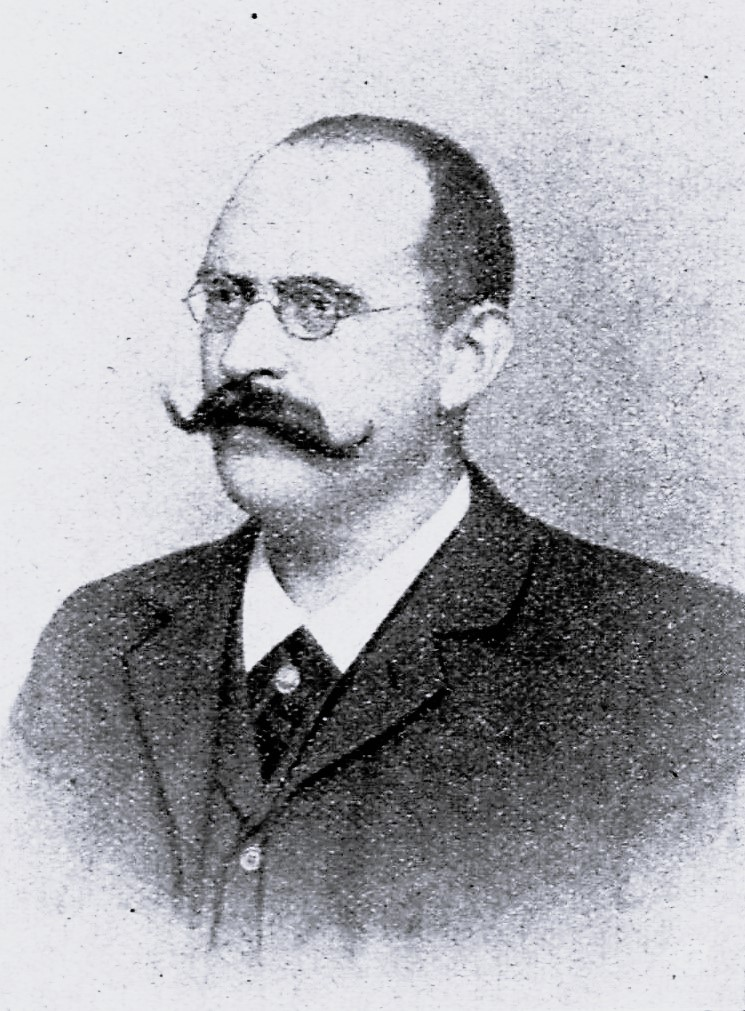
Heinrich Schabbel

Heinrich Schabbel (* 24. Juli 1861 in Lübeck; † 12. Dezember 1904 ebenda) war ein deutscher Kaufmann und Mäzen während der Gründerzeit und des frühen 20. Jahrhunderts.

## Leben

### Herkunft
Der Urgroßvater Heinrich Schabbels kam um 1778 als Freibäcker mit seinem Geschäft aus Malchin in Mecklenburg in die Hansestadt.

### Laufbahn
Nach der Schule begann Schabbel als Lehrling seine kaufmännische Ausbildung bei der Firma J. A. Suckau. Als Kaufmann war er auch außerhalb Lübecks tätig. 

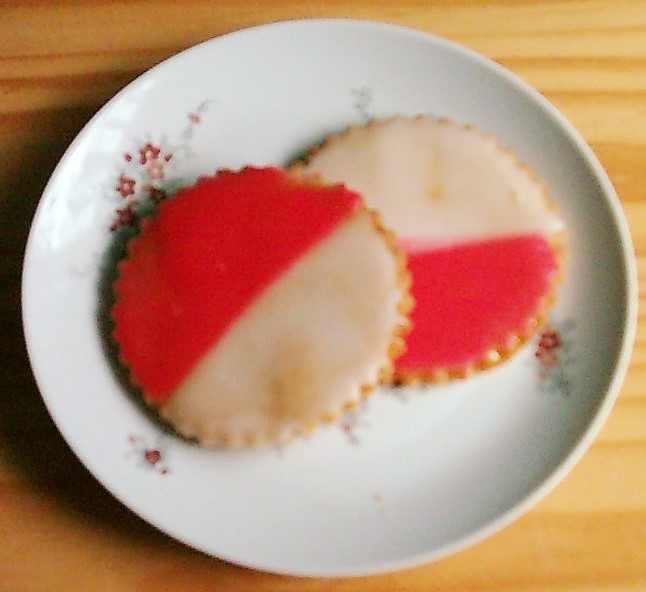
Hanseaten

Das väterliche Geschäft befand sich seit 150 Jahren im Besitz der Familie. Da seine Eltern es zu erhalten wünschten, musste Heinrich, als Kaufmann vorgebildet, später seinen Beruf wechseln. Als Bäckermeister und Konditor hatte er es dann nicht nur verstanden, die alte und wohlbegründete Reputation seines Hauses in der Stadt und seiner Umgebung zu erhalten, sondern diese, unter anderen durch die Entwicklung des Hanseaten, über deren Grenzen hinaus zu erweitern. 
In städtischen Angelegenheiten weniger hervortretend war er in Sportskreisen eine bekannte Persönlichkeit. Insbesondere das Radfahrwesen hatte an ihm einen eifrigen Förderer und gründlichen Kenner. In Sommerwochen erholte er sich regelmäßig beim Radfahren in den vermeintlich schönsten Gauen seines Vaterlandes.

### Familie

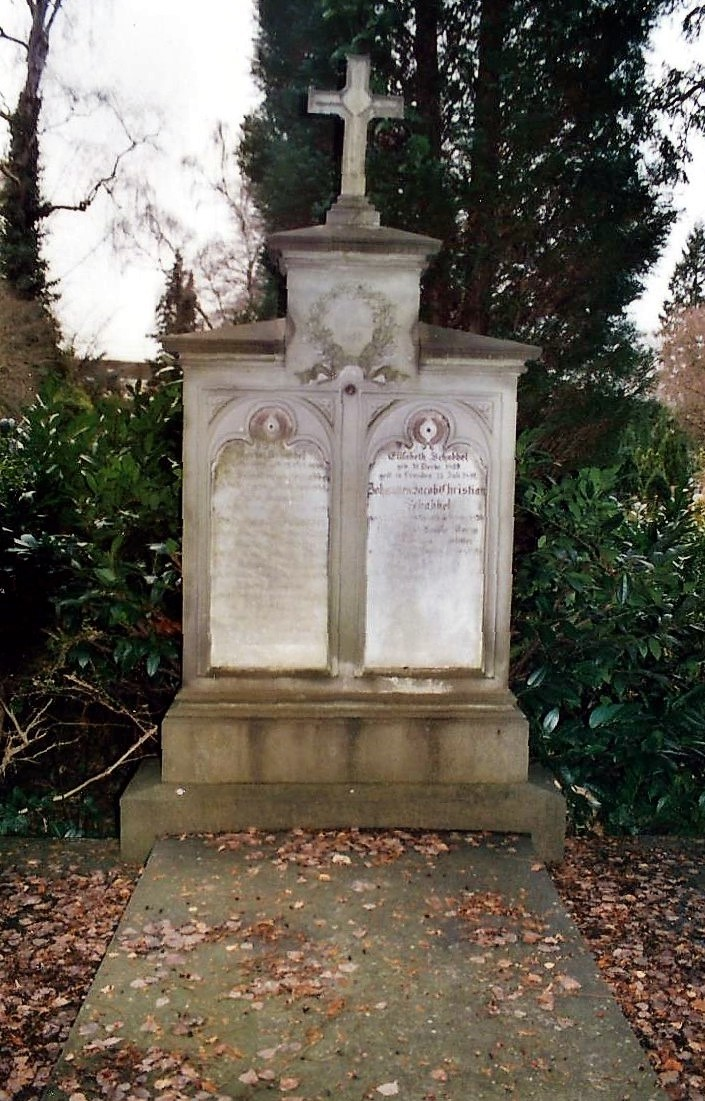
Schabbelsches Familiengrab

Heinrich Schabbel blieb unverheiratet, hatte aber Geschwister und zahlreiche Freunde. Ein beredtes Zeichen für die Hochachtung, die er im Leben genoss, war die ungemein große Zahl derer, die ihm, der in Folge eines Herzinfarkts verstarb, das letzte Geleit zum Allgemeinen Gottesacker gaben.
Zusammen mit sieben Weiteren, unter ihnen mit Margarethe eine Tochter des Bruders von Paul Pickenpack aus Bangkok in Siam, bestand seine Schwester Elisabeth nach dem Besuch des Seminars von Amélie Roquette am 3. Mai 1881 das Examen der Lehrerinnen für höhere und mittlere Töchterschulen.

## Nachlass
Schabbel hinterließ seiner Vaterstadt ein Vermächtnis von 125.000 ℳ. Es sah vor, ein Gebäude zu errichten, das den Namen „Schabbel-Stiftung“ zu tragen hätte. Der Staat hätte den für das Stiftungsgebäude erforderlichen Platz mit Garten der Stiftung unentgeltlich zur Verfügung zu stellen. Das Gebäude solle entweder bestimmten Museumszwecken dienen oder zu einem Heim errichtet werden für ältere bedürftige Frauen gebildeter Stände. Der letztgenannte Zweck schwebte ihm wohl hauptsächlich, da er sich im Kreise vertrautester Freunde öfters in diese Richtung äußerte, vor. Von ihm gewünscht war eine Ergänzung des Johannisklosters und des Borries-Stifts. Dies sollte dem ähnlich sein, wie es der Brigittenhof bot. Der Gedanke, die Stiftung Museumszwecken zu widmen, war damals eher ein augenblicklicher gewesen. Hervorgerufen wurde dieser durch eine Reihe von Artikeln, die zur Zeit der Entstehung des Testamentes in den Lübeckischen Blättern erschienen.
Die Stiftung, deren weitere Bestimmungen dem Lübeckischen Senat überlassen waren, legte von dem, einen Grundzug seines Wesens bildenden, hohen Sinn und der vornehmen Gesinnung, Zeugnis ab.
Da ein Ort, wo die zahlreichen lübeckischen Altertümer, die bis dahin im lichtlosen und feuchten Untergeschoss des Museums für Kunst- und Kulturgeschichte aufbewahrt waren, seit langem fehlte, erwarb der Senat, wobei hierbei eine Eingabe der Gesellschaft zur Beförderung gemeinnütziger Tätigkeit für diese Wahl mitbestimmend war, ein altes lübeckisches Kaufmannshaus, das Heyke'sche Haus, in der Mengstraße.